# T14 (americký tank)
Těžký tank T14 byl společným projektem americké a britské armády během druhé světové války. Měl sloužit jako pěchotní tank v řadách obou armád.
Prototyp byl dokončen až roku 1944; touto dobou britský pěchotní tank Churchill sloužil již 2 roky a doznal značného zdokonalení oproti svým raným verzím. Projekt tanku T14 byl proto ukončen. Americká armáda pracovala na podobném tanku, který by byl obdobně pancéřovaný ale s vyšší rychlostí, vhodný i pro jiné nasazení než jako pěchotní tank. Tento vývoj vedl k vytvoření středního tanku T20.

## Návrh a vývoj
V roce 1941 vedení United States Ordnance Department navštívilo Británii za účelem získání zkušeností, nápadů a požadavků pro budoucí vývoj. V diskuzi zazněla možnost vytvořit dobře vyzbrojené a opancéřované vozidlo, které by bylo silnější než tehdy produkovaný britský pěchotní tank Churchill (A22).
Tank měl mít britský 57mm kanón QF 6-pounder nebo americký 75mm kanón a měl sdílet mnoho částí s tankem M4 Sherman, ale s pancéřováním 2× silnějším (až 101 mm).
Britové v roce 1942 objednali výrobu 8500 kusů, načež se rozběhly detailní vývojové práce. Testování prototypu dokončeného v roce 1944 ukázalo, že tank je pro praktické využití příliš těžký. V té době však již britská armáda disponovala novými verzemi tanků Churchill a křižníkových tanků s uspokojivými parametry, proto byl vývoj T14 zastaven. Byly vyrobeny pouze 2 prototypy, jeden byl na testování v americké armádě a druhý byl poslán do Velké Británie. Ten se dochoval a je umístěn v Bovingtonském tankovém muzeu. Britové podle stejných specifikací jako T14 vytvořili vlastní návrh tanku pod názvem A33 „Excelsior“, který však rovněž nebyl zařazen do služby.